# Wuhan
Wuhan sau Uhan este un oraș din China, capitală a provinciei Hubei, și cel mai populat oraș din China centrală.
În vara lui 2019 în acest oraș au izbucnit ample manifestații de protest împotriva politicilor Partidului Comunist Chinez.
Tot în 2019, Partidul Comunist Chinez a declarat că în acest oraș a început o molimă foarte primejdioasă, care necesită închiderea populației în case, molimă cunoscută apoi cu numele pandemia de coronavirus.

## Personalități născute aici
- Wu Yi (n. 1938), politiciană;
- Li Na (n. 1982), jucătoare de tenis de câmp;
- Tian Bingyi (n. 1963), jucător de badminton;
- Zhou Jihong (n. 1965), săritoare în apă;
- Chen Jing (n. 1968), jucătoare de tenis de masă;
- Qiao Hong (n. 1968), jucătoare de tenis de masă;
- Xiao Hailiang (n. 1977), săritor în apă;
- Fu Mingxia (n. 1978), săritoare în apă;
- Gao Ling (n. 1979), jucătoare de badminton;
- Li Ting (n. 1980), jucătoare de tenis de câmp;
- Hu Jia (n. 1983), săritor în apă;
- Zhao Jing (n. 1990), înotător;
- Wang Xin (n. 1992), săritoare în apă

## Legături externe
- Site oficial Arhivat în 16 iulie 2014, la Wayback Machine.